# گروه (فیلم ۱۹۸۱)
«گروه» (انگلیسی: The Squad) یک فیلم است که در سال ۱۹۸۱ منتشر شد.